# Sektensaurus
Sektensaurus sanjuanboscoi is een plantenetende dinosauriër, behorende tot de Euornithopoda, die tijdens het late Krijt leefde in het gebied van het huidige Argentinië.

## Vondst en naamgeving
In 1993 daalde het waterpeil van het Lago Colhué Huapi in Patagonië. Verschillende eilanden vielen droog nabij de zuidoostelijke oever waarop fossielen gevonden werden daaronder botten van euornithopoden. Die werden in 2003 en 2010 gemeld in de literatuur. In latere jaren viel het meer als geheel bijna droog. Daarbij werden verder beenderen gevonden en al die resten werden herkend als behorend aan één enkel skelet van een nieuwe soort van de Euornithopoda.
In 2019 werd de typesoort Sektensaurus sanjuanboscoi benoemd en beschreven door Lucio M. Ibiricu, Gabriel A. Casal, Rubén Dario Martínez, Marcelo Luna, Juan I. Canale, Bruno N. Álvarez en Bernardo González Riga. De geslachtsnaam is afgeleid van het Tehuelche sekten, "eiland". De soortaanduiding eert de Universidad Nacional de la Patagonia San Juan Bosco, het instituut waaraan de meeste naamgevers ooit verbonden zijn geweest.
Het holotype, UNPSJB-PV 1054, is gevonden in een laag van de Lago Colhué Huapi-formatie die dateert uit het Coniacien-Maastrichtien. Eerder werd die gezien als deel van de Bajo Barreal-formatie. Het bestaat uit een gedeeltelijk skelet met schedel. Bewaard zijn gebleven een linkervoorhoofdsbeen, een wervelboog van de rug, drie wervellichamen van de rug, drie vergroeide sacrale wervels, twee losse sacrale wervels, acht staartwervels, de opperarmbeenderen, een rechterspaakbeen, het bovendeel van het rechterdijbeen, en de bovendelen van het linkerscheenbeen en linkerkuitbeen. De fossielen lagen niet in verband. Het betreft een jong dier dat echter dicht bij de volwassen grootte moet hebben gelegen. Eerder waren de specimina UNPSJB-PV 973, een linkerdarmbeen, en UNPSJB-PV 960, stukken van het postcraniaal skelet, beschreven. Die werden in 2019 geacht deel uit te maken van het holotype.

## Beschrijving
Sektensaurus is een middelgrote euornithopode.
De beschrijvers wisten in 2019 vijf onderscheidende kenmerken vast te stellen. Het gaat om autapomorfieën, unieke afgeleide eigenschappen. Bij de ruggenwervels hebben de gewrichtsfacetten een goed ontwikkelde beenlip. Bij de sacrale wervels is de onderzijde overdwars smal, waarbij bij de eerste sacrale wervel een kiel gevormd wordt, maar bij de laatste sacrale wervels is de onderzijde breed. Bij de vijfde sacrale wervel hebben de facetten van de achterste gewrichtsuitsteeksels een dunne rand. Bij het opperarmbeen is het ondervlak vrijwel plat met slechts een heel zwakke groeve. Bij het opperarmbeen zijn de onderste gewrichtsknobbel vrijwel gelijk in omvang.

## Fylogenie
Sektensaurus werd in 2019 in de Iguanodontia geplaatst. Omdat van Sektensaurus veel gegevens niet bekend zijn werden de kenmerken die men dan wel kon bepalen ingevoerd in een versimpelde cladistische matrix met maar weinig soorten. Daarin viel het uit als zustersoort van Tenontosaurus. Dit was echter slechts bedoeld als een zeer ruwe bepaling van de fylogenetische positie en zelfs deze uitkomst was zwak ondersteund. Het enige kenmerk dat Sektensaurus en Tenontosaurus delen is het bezit van vier of vijf sacrale wervels. 
Een meer kwalitatieve beschouwing leidde de beschrijvers tot de overweging dat Sektensaurus wel eens een lid zou kunnen zijn van de Elasmaria, een klade van kleinere euornithopoden die van Gondwana bekend zijn. Tot de Elasmaria behoren mogelijk Anabisetia, Morrosaurus, Trinisaura, Talenkauen, Macrogryphosaurus en Notohypsilophodon. Van de meeste synapomorfieën van die klade kan niet vastgesteld worden of ze ook bij Sektensaurus voorkomen. Die deelt echter de kenmerken van een gereduceerde deltopectorale kam van het opperarmbeen, een naar buiten gebogen schacht van het opperarmbeen en een overdwars toegeknepen buitenrand van de trochanter major van het dijbeen.